# The Bilders
Die Bilders sind eine international besetzte Gruppe von Musikern, deren einziges konstantes Mitglied der Neuseeländer Bill Direen ist.

## Geschichte

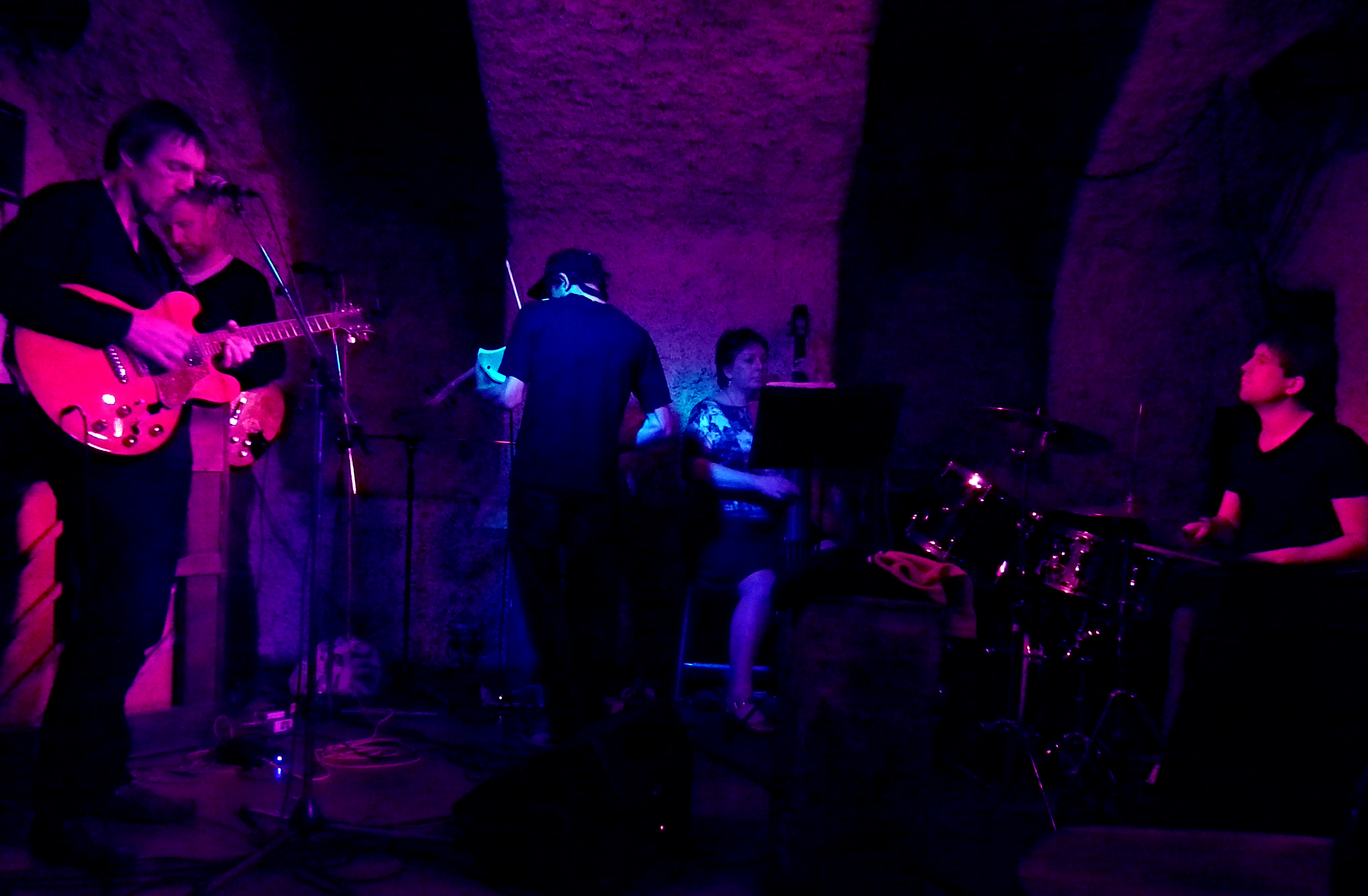
The Builders Livekonzert in Wien 2013

In den 90er Jahren als Pioniere der „Lo-Fi-Bewegung“ bekannt geworden, reichen die Wurzeln von Direen’s Musik weit in die Mittsiebziger zurück. In sicherer Entfernung von den Brutstätten des musikalischen Umbruchs hatte er im neuseeländischen Christchurch bereits 1977 seine eigene Vision der rock-musikalischen Moderne entwickelt. Beeinflusst von situationistischen Theorien, dem Proto-Punk der Stooges und Modern Lovers und den grenzenlosen Möglichkeiten der gerade aufkommenden Post-Punk-Bewegung spielten die frühen Bilders eine atemberaubende Mischung aus Psychedelic Pop und avantgardistischem Underground Rock. Im Lauf der Jahre und Jahrzehnte wurde der Sound verfeinert, weitere Stilrichtungen wurden integriert und eine beträchtliche Anzahl von Tonträgern erschien in unterschiedlichsten Konstellationen.
Alles war und ist möglich, von diversen Veröffentlichungen auf dem Flying Nun Records Label über handbemalte Eigenproduktionen bis zu den aktuellen Reissues rarer und unveröffentlichter Werke auf Labels wie Unwucht und Siltbreeze Records. Trotz der schier gnadenlosen Experimentierfreude bildet doch Direen’s einzigartiges Talent als Songschreiber und Performer bis heute die Konstante, die diese Musik so aufregend und einzigartig macht.
Eine deutsch-österreichische Mini-Tour im April 2013 bietet eine Möglichkeit, die Bilders mit brandneuem Material und Klassikern aus 35 Jahren Bandgeschichte live zu erleben.

## Diskografie
- „New York Songs“. Bill Direen and the HAT. 2013. 12 inch vinyl. Unwucht.
- „Wonders“. 7 inch lathe. OneC Records. Plymouth, UK. 2012.
- High 30s Piano. (Live studio recordings, 1981-2). 2012. Unwucht.
- Soloman's Ball. 2012. 12" vinyl (from the quality studio recordings of 1981). Unwucht.
- Six Impossible Things. 2012. 12" vinyl (from the quality studio recordings of 1980–1981). Unwucht.
- Vacuum, two 7 inch vinyl releases from the cult Philadelphia label from cassettes of early (1978–1979) group Vauum (Peter Stapleton, Steve Cogle, Peter Fryer, Allen Meek, Brendan Arnold). (Siltbreeze, 2011, 2012).
- Above Ground. Siltbreeze. Philadelphia, USA. LP. Vinyl (from cassette of 1983). 2011.
- Krypton 10. 12" double vinyl album includes BD collabs with Onset-Offset stable in Christchurch c. 1980–1982; taken partly from 20 Solid Krypton Hits (above). Unwucht, Augsburg, Germany. 2011
- Parisian Friday. CD (jewel case). Non-studio recordings (gallery openings, practices). 2010. Bilders Paris Sessions (w. Nikola Kapétanovic).
- Flying Nun Box Set (Alligator Song). Limited period usage. Warner Bros. 2007.
- Yes Today No Tomorrow. CD (jewel case). 'Bits & Pieces 1995–2005'. BD : Powertool. 2006.
- Divina Comedia. LP vinyl compilation of Builders material 1980–1988. Independent/South Indies. 1989.
- Life in Bars. Bill Direen and Barry Stockley. 12" vinyl. 45 rpm. Independent/South Indies. 1987.
- The Cup. Builders. 12" vinyl. 45 rpm. Independent/South Indies. 1987. (w. John McDermott, Stuart Porter, Bainbridge, Holdorf).
- Let's Play. Builders.12" LP vinyl. Independent/South Indies. 1986. (w. Bainbridge, Tony Green, Karl Holdorf. Incl. a Vacuum archive song).
- CoNCH3. Builders. 12" LP vinyl. Independent/South Indies. 1985. (w. Page, Bainbridge, various).